# Konstanze Petersmann

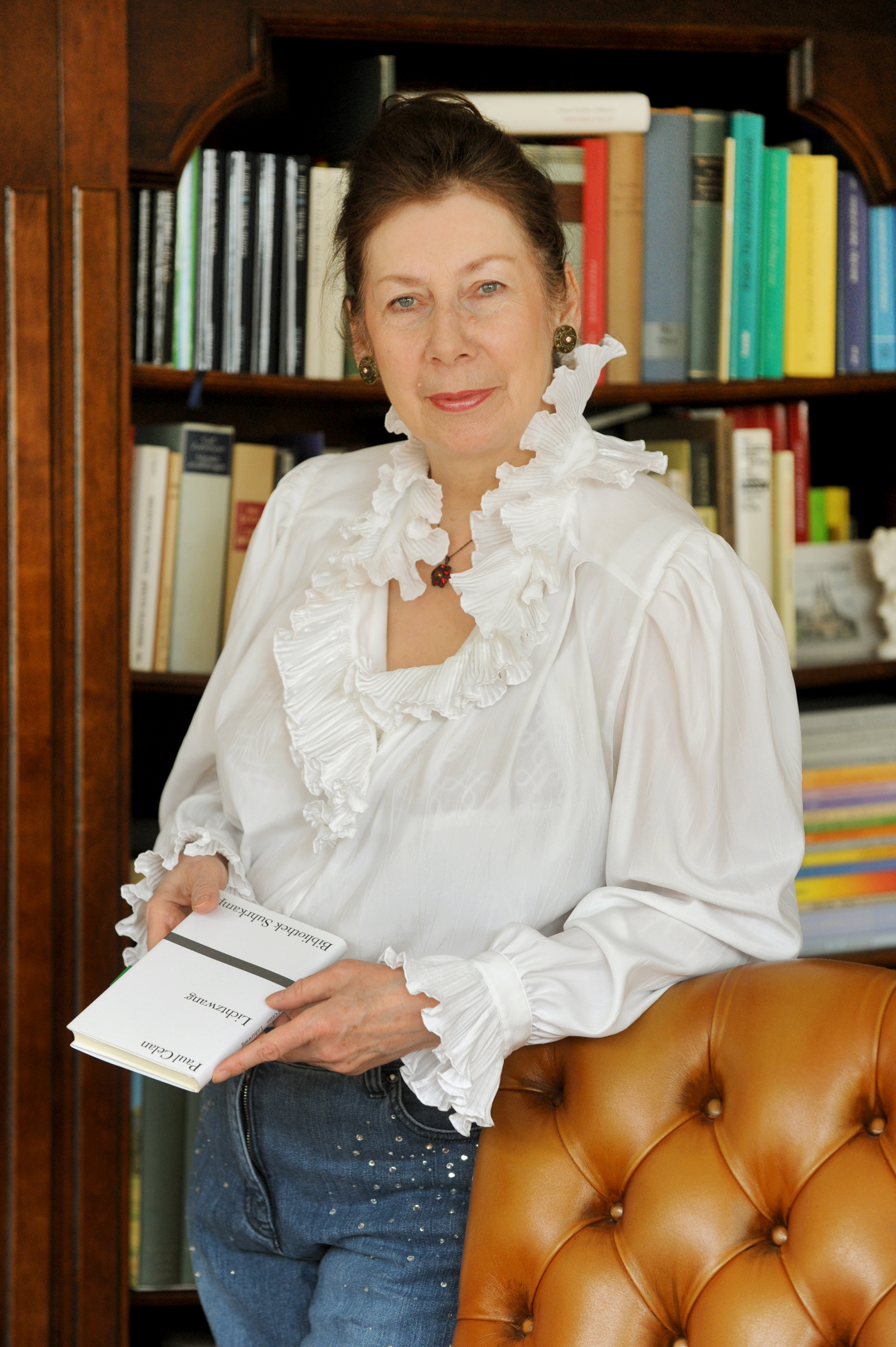
Konstanze Petersmann, 2010

Konstanze Felicitas Pauline Petersmann (* 14. April 1942 in Danzig-Westpreußen; † 21. Oktober 2021 in Düsseldorf) war eine deutsche Lyrikerin, Autorin und Salonnière.

## Leben und Werk
Konstanze Petersmann wurde als Tochter des Danziger Kaufmanns Erwin Reddie geboren, dessen Vorfahren Hugenotten waren, und der Kunstgewerblerin Felicitas Marie Reddie (geb. Bogenschneider), die aus einer Lehrerfamilie stammte. Durch die Kriegswirren und die damit verbundene Flucht im Zweiten Weltkrieg kam sie 1945 aus Danzig nach Mitteldeutschland und wuchs in der DDR auf. Sie absolvierte in Erfurt eine Ausbildung zur Krankenschwester, erhielt das Stationsschwester-Examen 1969 an der Martin-Luther-Universitätsklinik Halle und arbeitete als leitende Krankenschwester in verschiedenen Bereichen. 1983 gelang ihr die Ausreise aus der DDR nach Köln zusammen mit ihrem Ehemann, dem Diplom-Ingenieur Hans-Georg Petersmann, und der achtjährigen Tochter.
Von 1993 bis 1995 studierte sie an der Schule für Dichtung Wien – Vienna Poetry Academy sowie bei Inger Christensen, Christian Loidl und Ferdinand Schmatz. Anschließend studierte sie Literaturwissenschaft an der Fernuniversität Hagen und Psychologie an der Universität Düsseldorf.
In ihrem literarischen Schaffen konzentrierte sich Petersmanns bevorzugt auf Lyrik, die geprägt ist von Symbolen, Metaphern und Bildhaftigkeit. Gedichte der Autorin wurden ins Polnische, Italienische, Serbische und Französische übersetzt.
Seit 2006 führte Petersmann in Düsseldorf einen eigenen literarischen Salon Kunstsinn.
Konstanze Petersmann verstarb am 21. Oktober 2021 in Düsseldorf.

## Mitgliedschaften
Konstanze Petersmann war Mitglied im Verband Deutscher Schriftsteller, der Heinrich-Heine-Gesellschaft sowie im Österreichischen PEN-Club. Sie war Vizepräsidentin der Deutsch-Italienischen Kulturgesellschaft (ACIT) Venedig.

## Werke (Auswahl)
Gedichte
- Spiegeltraum. Edition XIM Virgines, Düsseldorf 2004, ISBN 3-934268-33-1.
- Am Rande der ungestillten Brunnen. Gedichte. Athena Verlag, Oberhausen 2008, ISBN 978-3-89896-310-7.
- Zum Lichtstern der Zeit. Athena Verlag, Oberhausen 2010, ISBN 978-3-89896-411-1.
- U Brzegów Niespokojnych Źródeł. Gedichte deutsch-polnisch, GS Media Wrocław-Jelenia Góra, 2012.
- In den Gärten der Plejaden. Edition Virgines, Düsseldorf 2014, ISBN 978-3-944011-19-6; Serbische Ausgabe: U vrtovima plejada. Verlag Svet Knjige, Belgrad 2015, ISBN 978-86-7396-527-7
- Sinneszauber auf silberner Spur. Edition Virgines, Düsseldorf 2017, ISBN 978-3-944011-62-2.
- O Zeit, verweile im Symbol. Gedichte. Edition Virgines, Düsseldorf 2019, ISBN 978-3-948229-01-6.
- Poesie als Lichtstrahl. Gedichte (deutsch – französisch). Athena Verlag, Oberhausen 2021, ISBN 978-3-7455-1114-7.

Prosa
- Im Schatten des Eisernen Vorhangs. Helios Verlag, Aachen 2016, ISBN 978-3-86933-149-2.

Gedichte in Anthologien
- Kathrin Janßen, Ute Sattler (Hrsg.): Liebe und andere Ungereimtheiten. Athena Verlag, Oberhausen 2013, ISBN 978-3-89896-561-3.
- Kathrin Janßen, Ute Sattler (Hrsg.): Begegnungen. Gedichte. Athena Verlag, Oberhausen 2016, ISBN 978-3-89896-668-9.
- Ein Leben für die Dichtung. Marie von Ebner-Eschenbach. 100. Todestag. Hrsg. und Verlag Helga Helnwein, Wien 2016, ISBN 978-3-9504117-1-3.